# Kazimierz Szachnitowski
Kazimierz Szachnitowski (ur. 5 lutego 1953 w Jasieniu) – polski piłkarz, grający na pozycji napastnika oraz pomocnika (skrzydłowego), a następnie trener i działacz piłkarski.

## Życiorys
Rozpoczynał karierę w zespole Stali Jasień, z którego to klubu przeniósł się do Zastalu Zielona Góra. W 1974 roku został zawodnikiem GKS Tychy. W barwach tego klubu rozegrał trzy sezony, grając w 88 spotkaniach i strzelając 19 bramek. Z uwagi na noszone długie włosy, zyskał boiskowy przydomek Ayala z racji podobieństwa do argentyńskiego piłkarza Rubéna Ayali (autorem pseudonimu był Jan Ciszewski). W 1983 roku wyjechał do Finlandii, gdzie podpisał pięcioletni kontrakt z klubem Myllykosken Pallo-47. Po powrocie do Polski przez krótki okres grał jeszcze w tyskim klubie - ostatni mecz w jego barwach rozegrał jesienią 1989 roku.
Po zakończeniu kariery piłkarskiej rozpoczął pracę jako trener. Szkolił piłkarzy GKS Tychy (pierwszą drużynę oraz juniorów) oraz zespoły z niższych klas rozgrywkowych, m.in. AKS Mikołów (lata 1997-2000, 2004-2005 i 2006-2007), MKS Lędziny (2002-2003), LKS Rudołtowice-Ćwiklice, LKS Czarków (2007 i 2011), Leśnika Kobiór (2011). Od 2010 roku jest Członkiem Zarządu tyskiego klubu, pełniąc funkcję sekretarza. W 2014 roku bezskutecznie ubiegał się o mandat radnego Tychów.
Jego syn, Patryk Szachnitowski, również jest piłkarzem, aktualnie reprezentującym barwy futsalowej drużyny GKS Tychy.